# بيت الظفرى (الشعر)

تعديل مصدري - تعديل

قبيلة آل الظفرى محلة تابعة لقرية بيت الكبش، التابعة لعزلة الوسط بمديرية الشعر إحدى مديريات محافظة إب في الجمهورية اليمنية، بلغ تعداد سكانها 1300 حسب تعداد اليمن لعام 2006.